# Lucanus Cervus
«Lucanus Cervus» — немой короткометражный фильм Владислава Старевича, поставленный им в 1910 году. Считается утерянным.

## История создания
В 1910 году Старевич решил снять документальный фильм о жуках-рогачах, в частности — битву двух самцов-рогачей за самку. Однако выяснилось, что при необходимом для съёмки освещении самцы становятся пассивны. Тогда Старевич придумал сделать из панцирей рогачей муляжи и снять нужную ему сцену покадрово. Снятый им таким образом фильм «Lucanus Cervus» был первым в России кукольным мультипликационным фильмом.

## Интересные факты
- Фильм считается утраченным.
- Lucanus cervus — латинское название жука-оленя[2].